# 津田信益
津田信益（？—1633年7月7日）是日本江戶時代初期的旗本。越前北之庄藩（福井藩）藩士。父親是織田信清。

## 生平
生年不詳。父親信清是尾張犬山城城主，在反抗信長後逃亡，而信益則被信長原諒。天正9年（1581年），以連枝眾身份參加閱兵儀式（京都御馬揃）。天正10年（1582年），本能寺之變前，在信長上洛之際，與蒲生賢秀等人一同成為安土城本丸的留守眾（『信長公記』）。後來仕於豐臣秀吉，因為茶道關係而在片桐且元之下。晩年仕於越前北之庄藩（福井藩），成為向德川將軍家的連絡役。

## 子孫
長女奈和（長壽院）成為結城秀康的側室，在北之庄藩領內的永平寺町於信益的屋敷內，誕下在後來成為越前大野藩藩主的六男松平直良。在慶長14年（1609年）死去。
次女於佐井（貞正院，1624年－1684年）因為德川家康關係，仕於家康的嫡男秀忠的女兒東福門院，後來成為德川義直的側室，在義直的正室淺野氏死後，以繼室身份成為正室，誕下女兒京姬（廣幡忠幸室）。相傳容姿和才知優秀。
長男信總（九郎次郎）和三男信勝（圖書）仕於松平直良。信勝因為直良勸說而回復織田姓，成為大野藩（後來的明石藩）家老織田家的家祖。信總的兒子直信成為尾張藩藩士津田家的家祖。

## 其他
一說指與織田信長的嫡男信忠的次男織田秀則是同一人物。根據這個說法，在關原之戰中加入西軍並敗北後，與兄長秀信分離並逃亡，並被結城秀康（因為秀康曾成為豐臣秀吉的養子，所以越前松平家的立場被認為是親豐臣派）匿藏，並改姓為織田家的連枝「津田」，以「津田左衛門信益」為名，但亦有可能是同名同姓的其他人。